# Гилберт (граф Нарбона)
Гилберт (Жильбер; фр. Gilbert; VIII век) — граф Нарбона в первой половине VIII века.

## Биография
Гилберт был вестготом и, вероятно, принадлежал к одной из знатных семей Вестготского королевства. После арабского завоевания Септимании представители местной вестготской знати были вынуждены признать себя подчинёнными верховной власти омейядских вали Аль-Андалуса. Среди таких персон был и Гилберт, о котором известно, что в первой половине VIII века он был правителем города Нарбон. О том, когда точно и при каких обстоятельствах Гилберт получил власть над городом, в раннесредневековых исторических источниках сведений не сохранилось. Также неизвестно, и когда Гилберт утратил графские полномочия. Это должно было произойти не позднее 752 года, так как тогда графом Нарбона уже был Милон. Сентябрём того же года датируется и документ, в котором граф Гилберт назван уже умершим.